# Горни Дамяновци
Горни Дамяновци е село в Северна България. То се намира в община Трявна, област Габрово.

## География
Село Горни Дамяновци се намира в планински район.